# Mapania coriandrum
Mapania coriandrum là loài thực vật có hoa trong họ Cói. Loài này được Nelmes mô tả khoa học đầu tiên năm 1951 publ. 1952.